# Trebnji Vrh
Trebnji Vrh – wieś w Słowenii, w gminie Semič. W 2018 roku liczyła 13 mieszkańców.